# راکول کالینز
راکول کالینز (انگلیسی: Rockwell Collins) شرکت هوافضای آمریکایی است، که در سال ۲۰۰۱ تأسیس شد.